# Jiří Dunaj
Jiří Dunaj (26. prosince 1938 – 8. září 2021) byl český fotbalový trenér.

## Trenérská kariéra
Fotbal hrál za Tatran Ostrava, ale zranění mu ukončila aktivní činnost. V roce 1971 získal s dorostem Vítkovic československý titul. V československé a české lize trénoval TJ Vítkovice a SK Sigma Olomouc. Ve druhé lize trénoval v sezoně 1994/95 ČSK Uherský Brod. Později vedl také Viktorii Žižkov. Kariéru trenéra zakončil v Ústí nad Orlicí.